# Manwë Súlimo
Manwë je postava ve fiktivním světě J. R. R. Tolkiena.
Manwë, zvaný též Súlimo, je největším Valou, Ilúvatarovým oblíbencem a králem Ardy. Je i největším z Aratar. Melkor je jeho bratrem, jeho manželkou je Varda. V raných verzích byli Manwë a Varda rodiči Fionwëho a Erinti (později Maiar Eönwë a Ilmarë). Manwë je pánem vzduchu, jeho nejmilejší zvířata jsou rychlí ptáci se silnými křídly, obzváště pak orli. Manwë je prost zla. Žije na hoře Taniquetilu, nejvyšší hoře Ardy, v síních Ilmarin.
Před vznikem Eä byl spolu se svým bratrem Melkorem největším z Ainur a nejjasněji chápal Ilúvatarovy záměry. Když Melkor způsobil neshodu v Hudbě Ainur, ujal se v písni vůdčího postavení. Jakmile byla Arda utvořena, byl Manwë jmenován Vládcem Ardy, proto dostal svůj nejběžnější titul Starší král. Manwë byl soucitný vládce, lhostejný k vlastní moci. Nerozuměl ovšem zlu včetně toho, jež páchal jeho bratr. Propustil Melkora z Mandosu, tudíž mu dovolil způsobit nedůvěru Fëanora, otrávení a zničení Dvou stromů, vraždu Finwëho, ukradení silmarilů a vzpouru Noldor. K povzbuzení Eldar a lidí, o kterých věděl, že se mají brzy objevit, nechal Aulëho udělat Slunce a Měsíc a vyslal Thorondora a další orly, aby sledovali příchod lidí. Po Válce hněvu hodil Manwë Morgotha do prázdna. Říká se, že v Poslední bitvě, poté co Morgoth unikne, se utká Starší král s Temným pánem na pláních Valinoru, ale že se navzájem nepozabíjejí.
Manwë má modré oči a bývá oblečen v modrém plášti. Má safírové žezlo, které pro něj vytvořili Noldor. Vanyar jsou jeho nejoblíbenější elfové a žijí s ním a Vardou na hoře Taniquetilu.
Jméno Manwë znamená Požehnaný a přízvisko Súlimo Pán větru. Bývá také nazýván Starší král, (Velký) Král Ardy, Pán dechu Ardy nebo Pán Západu.